# Taraz Futbol Kluby
Il Taraz Futbol Kluby è una società calcistica kazaka con sede nella città di Taraz. Nei primi anni fu una delle squadre più importanti del paese, tanto che nel 1996 diventarono campioni.

## Storia del nome
- 1961 : Fondazione della squadra come Metallist
- 1967 : Rinominata Voshkod
- 1968 : Rinominata Energetik
- 1971 : Rinominata Alatau
- 1975 : Rinominata Khimik
- 1992 : Rinominata Fosfor
- 1993 : Rinominata Taraz

## Organico

### Rosa 2020
Aggiornata al 26 febbraio 2020.
| N. |                          | Ruolo | Calciatore              |
| -- | ------------------------ | ----- | ----------------------- |
| 1  | Kazakistan (bandiera)    | P     | Almas Khamytbekov       |
| 4  | Kazakistan (bandiera)    | D     | Bekzat Shadmanov        |
| 5  | Bielorussia (bandiera)   | D     | Valeryj Karšakevič      |
| 6  | Kazakistan (bandiera)    | C     | Adilet Abdenaby         |
| 7  | Kazakistan (bandiera)    | C     | Abzal Taubay            |
| 8  | Kazakistan (bandiera)    | C     | Sheykhislam Kulakhmetov |
| 9  | Lituania (bandiera)      | C     | Ovidijus Verbickas      |
| 10 | Kazakistan (bandiera)    | A     | Alisher Suley           |
| 11 | Kazakistan (bandiera)    | C     | Gavril Kan              |
| 13 | Serbia (bandiera)        | A     | Bratislav Punoševac     |
| 14 | Kazakistan (bandiera)    | D     | Berik Aitbayev          |
| 15 | Guinea-Bissau (bandiera) | A     | Toni Silva              |
| 17 | Kazakistan (bandiera)    | C     | Dinmukhamed Karaman     |

| N. |                       | Ruolo | Calciatore            |
| -- | --------------------- | ----- | --------------------- |
| 19 | Kazakistan (bandiera) | A     | Abylaihan Jūmabek     |
| 20 | Kazakistan (bandiera) | D     | Maksat Amirkhanov     |
| 21 | Montenegro (bandiera) | C     | Jovan Čađenović       |
| 22 | Kazakistan (bandiera) | D     | Madiyar Nuraly        |
| 23 | Montenegro (bandiera) | D     | Dejan Boljević        |
| 24 | Kazakistan (bandiera) | P     | Dzhurakhon Babakhanov |
| 25 | Russia (bandiera)     | D     | Michail Miščenko      |
| 27 | Kazakistan (bandiera) | D     | Dmitry Evstingeyev    |
| 40 | Russia (bandiera)     | C     | Ajub Bacuev           |
| 70 | Austria (bandiera)    | A     | Nils Zatl             |
| 74 | Kazakistan (bandiera) | P     | Muhammedjan Seısen    |
| 95 | Serbia (bandiera)     | C     | Goran Brkić           |

## Rose delle stagioni precedenti
- 2010

## Palmarès

### Competizioni nazionali
- Campionato kazako: 1

1996
- Coppa del Kazakistan: 1

2004

### Altri piazzamenti
- Campionato kazako:

Secondo posto: 1992, 1995, 1997
- Coppa del Kazakistan:

Finalista: 1992, 1993, 2013
Semifinalista: 1995, 2005, 2011, 2022
- Birinşi Lïga:

Secondo posto: 2018

## Partecipazioni nelle competizioni AFC
- AFC Champions League: 1 partecipazione

Campionato d'Asia per club 1998: Secondo turno